# Сыртланов, Шахайдар Шахгарданович
Шахайдар Шахгарданович Сыртланов (баш. Шаһихәйҙәр Шаһгардан улы Сыртланов, 1847—не позднее 1916) — башкир, дворянин, депутат Государственной Думы I созыва и II созыва от Уфимской губернии. Конституционный демократ. Почётный мировой судья

## Биография
Происходил из башкирского дворянского рода Сыртлановых.
Воспитывался в Оренбургском кадетском корпусе. Находился 9 лет на военной службе в Туркестане. Ушел в отставку в чине капитана. Владелец 2,2 тысяч десятин земель в Белебеевском уезде.
С 1877 года неоднократно избирался гласным земств Белебеевского уезда и Уфимской губернии.
В 1887—1891 гг. являлся председателем Белебеевской уездной земской управы, мировым посредником. Стал одним из основателей партии «Итгифак аль-муслимин» («Союз мусульман»). Участвовал во II и III съездах мусульман Российской Империи (Санкт-Петербург, январь 1906 и Нижний Новгород, август 1906 года). С августа 1906 года избирается членом Президиума и ЦК Мусульманской партии «Иттифак-аль-муслимин». Принимал также участие в мероприятиях Конституционно-демократической партии.

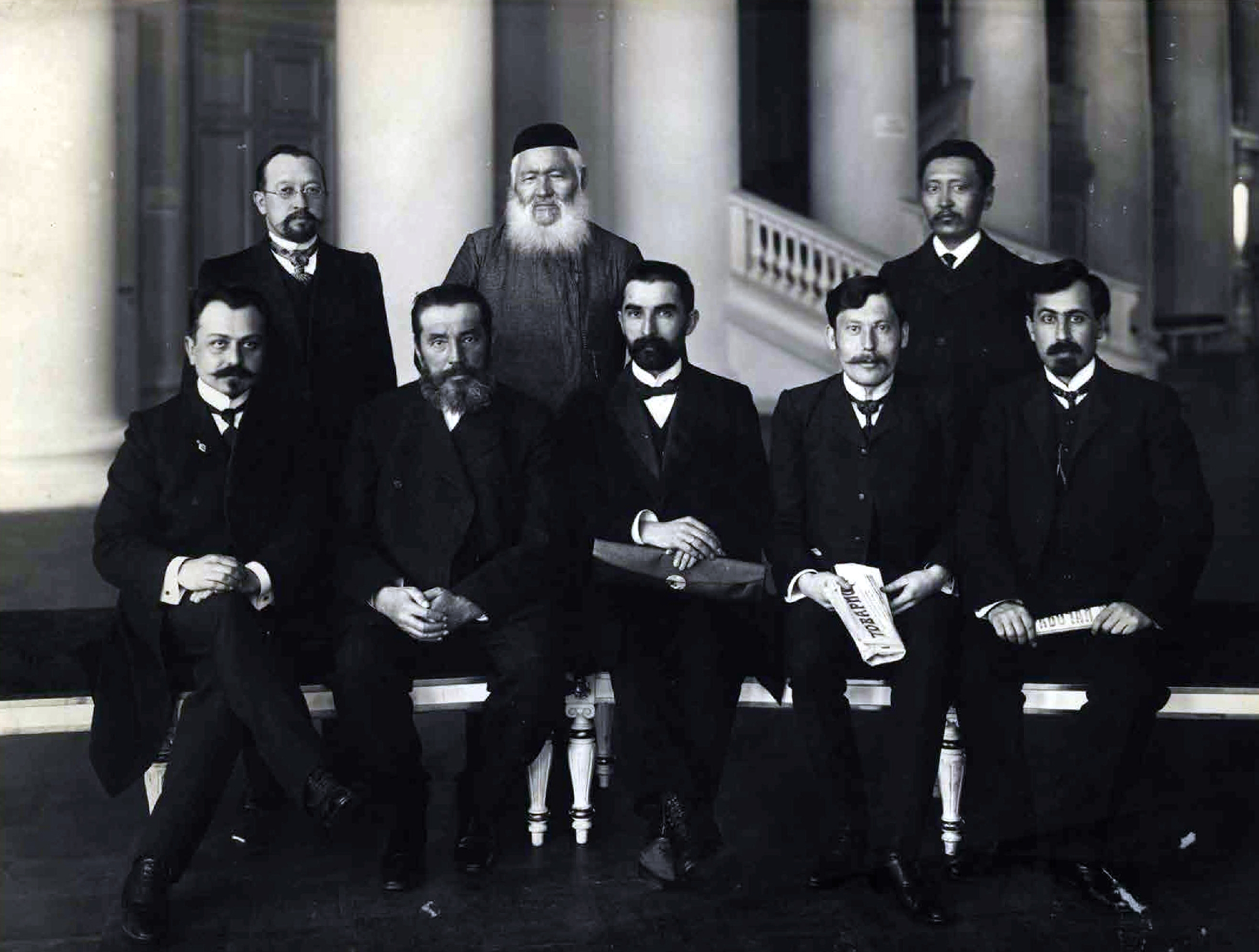
Группа депутатов-мусульман 2-й Государственной думы (сидят слева направо): Фатали Хан-Хойский, Шах-Айдар Сыртланов, Таштемир Эльдарханов, Рашид Мехдиев, Халил Хас-Мамедов. Стоят: Муххамед-Акрам Биглов, Шахбал Сейфетдинов, Ахмед Беремжанов.

26 марта 1906 года избран в I Государственную думу. Вошёл в Мусульманскую фракцию. Неоднократно выступал с думской трибуны, в том числе по вопросам о расхищении башкирских земель, о женском равноправии и другим. Подписал законопроект «О гражданском равенстве».
6 февраля 1907 года избран во II Государственную думу. Состоял в Мусульманской фракции. После роспуска II Государственной думы ушел от активной политической деятельности, передав свой избирательный ценз старшему сыну Галиаскару.
Трагическая гибель сыновей подорвала его здоровье, ускорив кончину. Шахайдар Сыртланов скончался  вскоре после гибели его второго сына Равиля, в книге "К 10-летию 1-й Государственной Думы" Сыртланов старший значится уже скончавшимся..

## Семья
Дети:
- Галиаскар (1875—1912) — депутат Государственной Думы III созыва от Уфимской губернии. Полковник в отставке, присяжный поверенный. Был женат на Амине Сыртлановой (Шейх-Али).
- Равиль (1877—1916) — генерал-майор Генерального штаба. Один из организаторов агентурной разведки в Персии, Афганистане и Восточном Туркестане, командир 166-го пехотного Ровенского полка.
- Юсуп(ф), участник Первой мировой войны, награждён Георгиевским оружием (13.10.1916)[5], в 1918 году служил в Башкирском войске.
- Сафия получила медицинское образование в Женеве. В Казани окончила университет, получив диплом врача. После Гражданской войны уехала в Турцию, потом жила в Германии[6].
- Рустем в 1909 году окончил учительскую школу в Казани и работал учителем в родной деревне.